# Скарлош Андрій Володимирович
Андрій Володимирович Скарлош (нар. 25 червня 1987, Дніпропетровськ, УРСР, СРСР) — український футболіст,  півзахисник.

## Життєпис
Андрій Скарлош народився 25 червня 1987 року в Дніпропетровську. Вихованець футбольної академії дніпропетровського «Дніпра».
У 2004 році підписав свій перший контракт з дніпропетровською командою, але ні в складі «Дніпра», ні в складі «Дніпра-2» так і не зіграв жодного поєдинку.
У 2005 році перейшов до іншого клубу з Дніпропетровської області, дніпродзержинської «Сталі». У складі «Сталі» дебютував 12 березня 2005 року в 18-му турі чемпіонату України з футболу серед клубів Першої ліги проти івано-франківського «Спартака». Матч завершився нульовою нічиєю. Андрій в тому поєдинку вийшов на поле в стартовому складі, на 56-й хвилині його замінив Артем Бессалов.
Перший м'яч у професійній кар'єрі забив також у складі дніпродзержинської команди. Матч завершився з рахунком 2:2. Сталося це 27 квітня 2005 року у виїзному матчі 26-го туру Першої ліги чемпіонату України проти стрийського «Газовика-Скали». Скарлош вийшов у тому поєдинку на 88-й хвилині замість Юрія Дудника, а вже на 90-й хвилині відзначився голом.
У складі дніпродзержинської команди в чемпіонатах України зіграв 129 матчів та забив 25 м'ячів, ще 12 матчів (1 гол) провів у складі «Сталі» в кубку України. Під час свого перебування в «Сталі» у 2005 році відправлявся в оренду до донецького «Металурга», в складі якого зіграв лише 2 поєдинки (по 1-му в чемпіонаті та Кубку України). У 2009 році був в оренді в складі аматорського клубу «Полісся» (Добрянка).
Під час зимової паузи сезону 2010/11 років перейшов до складу армянського «Титану». Але надовго в клубі не затримався — відіграв за клуб 5 матчів у Першій лізі та залишив команду. Сезон 2011/12 років провів у складі друголігового свердловського «Шахтаря», був основним гравцем команди. У чемпіонаті України за свердловських гірників зіграв 20 матчів та забив 7 м'ячів, ще 1 матч (1 гол) за «Шахтар» провів у Кубку України.
Наступний сезон провів у складі першолігового краматорського «Авангарду», в якому також був основним гравцем. За краматорський клуб у Першій лізі провів 28 матчів та забив 4 м'ячі, ще 1 матч (1 гол) за «Авангард» зіграв у Кубку України, але по завершенні сезону залишив команду.
Сезон 2013/14 років розпочав у складі ПФК «Сум», у складі яких зіграв у Першій лізі 17 матчів (5 голів) та 1 матч у Кубку України. Наприкінці вересня 2014 року перейшов до головківського «УкрАгроКому». У складі клубу з Олександрійського району дебютував 28 березня 2014 року в матчі 21-го туру чемпіонату України з футболу серед клубів Першої ліги проти ПФК «Олександрії». Матч завершився перемогою олександрійської команди з рахунком 2:1. Андрій в тому поєдинку вийшов у стартовому складі, відіграв увесь поєдинок, а на 86-й хвилині матчу отримав жовту картку.а
У футболці аграріїв відзначився 1 голом, сталося це 25 квітня 2004 року в матчі 25-го туру Першої ліги проти київського «Динамо-2». Матч завершився з рахунком 1:1. Скарлош вийшов у стартовому складі, відіграв увесь поєдинок, а на 42-й хвилині відзначився голом.
Загалом у складі аграріїв у чемпіонаті України зіграв 10 матчів.
Наприкінці липня 2014 року перейшов до алчевської «Сталі». У першій половин сезону 2014/15 років у чемпіонаті України зіграв 15 матчів і забив 4 м'ячі. Під час зимової перерви перейшов до складу «Черкаського Дніпра».

## Досягнення

### На професійному рівні
- Перша ліга чемпіонату України
  -  Срібний призер (3): 2015/16

- Друга ліга чемпіонату України
  -  Чемпіон: 2014/15
  -  Бронзовий призер (2): 2008/09 (Група Б), 2011/12

### На аматорському рівні
- Чемпіонат Чернігівської області
  -  Срібний призер: 2009

- Кубок Чернігівської області
  -  Фіналіст: 2009